# Ferdinand Ochsenheimer
Ferdinand Ochsenheimer (17 de marzo de 1767, Maguncia - 2 de noviembre de 1822, Viena) fue un actor y naturalista alemán. Fue el autor de un famoso tratado sobre las mariposas Die Schmetterlinge von Europa aparecido a Leipzig entre 1807 y 1835 en diez volúmenes. Fue acabado por Georg Friedrich Treitschke (1776-1842).

## Biografía
Ochsenheimer nació y se crio en Maguncia. Empezó a mostrar interés por las mariposas y las polillas en su primera juventud. A la edad de doce años entró a trabajar como aprendiz, pero cuando sus capacidades intelectuales fueron reconocidas, amigos de su padre le permitieron estudiar historia natural en la universidad. El 16 de septiembre de 1788 recibió su título de Doktor der Philosphie. Encontró trabajo como educador con Stadt Kommandant von Dallwigh en Mannheim y después con el barón von Reipelt.
Escribió sus primeras comedias teatrales (Er soll sich schlagen, Der Brautschatz). A la edad de 27 años decidió hacer carrera como actor y entró a la compañía de actores Quandt's a Bayreuth. Su primera aparición fue el 12 de noviembre de 1794 como Flickwort en la obra Schwarzer Mann de Gotter. Más tarde fue contratado como tenor de ópera por un tiempo. El 1796 respondió a una llamada de la Döbbelinsche Bühne, en Stargard. De camino se quedó en Leipzig, donde actuó en el Kurfürstliches Hoftheater, siendo contratado inmediatamente.
Después de cumplir sus obligaciones en Stargard y en Frankfurt/Oder llegó a Dresde a principios de 1797 y se convirtió en uno de los miembros más populares de una compañía de actores que actuaron alternativamente en Leipzig y Dresde. El 1798 los síntomas de estrés y sobreesfuerzo empezaron a manifestarse y su médico le recomendó más ejercicio. Haciendo largas caminatas su interés por la lepidopterologia se reavivó. En aquella época, conoció al dramaturgo Friedrich Treitschke que volvía de Suiza a Leipzig y con quién compartió tanto su interés en el teatro como en la lepidopterología. En 1801 hizo de Talbot a Die Jungfrau von Orleans (La doncella de Orleans) de Schiller con el autor asistiendo a la actuación del 17 de septiembre y alabando los éxitos de Ochsenheimer. Entonces se le ofrecieron obras en la mayoría de los teatros más importantes en los países de habla alemana.
El 1802 durante una actuación invitado a la Königliches Hoftheater en Berlín conoció a Jakob Heinrich Laspeyres quién lo animó a publicar partes de sus diarios entomológicos. A pesar de que se puso a trabajar inmediatamente, planeaba el libro en una escala tal que no fue sino hasta el 1805 que la primera parte, la historia natural de las mariposas de Saxònia, fue publicada. Debido a problemas con el editor se vio obligado a interrumpir el trabajo y empezó un trabajo todavía más detallado bajo el título Die Schmetterlinge von Europa (Los lepidópteros de Europa). El mismo año hizo una gira a Mannheim y Maguncia y también Frankfurt donde utilizó todo su tiempo libre estudiando la famosa colección de Johann Christian Gerning. En diciembre fue invitado en Berlín dónde de nuevo intercambió opiniones y experiencias con Laspeyres.
En mayo del 1807 actuó en Viena, donde Treitschke mantenía un estatus a la k.-k. Hoftheater (Teatro de la Corte Imperial) y le habría gustado hacer actuar de forma permanente. Para conseguirlo Treitschke viajó a Dresde en julio y consiguió la suspensión del contrato de Ochsenheimer. El noviembre de 1807 Ochsenheimer llegó a Viena y este mismo año el primer volumen de Die Schmetterlinge von Europa apareció. A pesar de que se partía de una versión muy ampliada y revisada de las Mariposas de Saxònia, contendía muchas nuevos datos e incluía varias nuevas especies que Ochsenheimer había recibido de Portugal de Hoffmannsegg, encuentros en las colecciones de Viena (desde el sur de Francia y Rusia) y en la colección Gerning. Cómo que no trabajaba completamente en Viena,  pudo completar el segundo volumen (Sphingidae, Zygaenidae, Sesiidae) en 1808. Aquel año Treitschke también se vio obligado a reducir su carga de trabajo por motivos de salud, empezó a retomar la lepidopterologia otra vez y se convirtió en el compañero de Ochsenheimer en muchas salidas. El 1810 se publicó el tercer volumen (las "macro-polillas", incluyendo Psychidae). Ochsenheimer compró la colección de Radda. Treitschke compró una pequeña colección, y las dos fueron combinadas. Con esta base Ochsenheimer fue a trabajar en los siguientes volúmenes "pero a partir de 1815 sus poderes fueron disminuyendo rápidamente."  El 1816 se completó el volumen 4, con la ayuda de Treitschke. Contiene suplementos a los volúmenes anteriores y un proyecto de sistematización de los noctuidos (Noctuidae) con muchos nuevos géneros. El 1817 Ochsenheimer se encargó de revisar las colecciones de lepidópteros del k.-k. Hofmuseum (Museo de la Corte Imperial), una tarea que le trajo más de un año, puesto que incluye todos los taxones no europeos. Su salud se fue deteriorando progresivamente y en el siguiente volumen escribió solo una parte del primer género (Acronicta); el resto del trabajo lo escribió Treitschke. El 23 de septiembre de 1822 se desmayó después de una actuación en Viena; el 2 de noviembre alrededor de las 22.00 murió.

## Actor y entomólogo
Ochsenheimer fue un excelente actor de carácter y fue comparado con Augusto Wilhelm Iffland por su expresión facial y su pronunciación. Y también publicó obras, en parte bajo el pseudónimo Theobald Unklar. 
Como entomólogo Ochsenheimer fue uno de los lepidopterólogos más influyentes de principios del siglo XIX. Su obra "Die Schmetterlinge von Europa" fue después continuada por Friedrich Treitschke y creció hasta diez volúmenes. Aunque no va acompañada por figuras contiene una gran cantidad de información sobre la biología y ecología de las especies e incluye descripciones cuidadosas y detalladas de nuevos taxones, entre ellos Thymelicus lineola (Hesperiidae), Polyommatus eros, Iolana iolas  (Lycaenidae), Psilogaster loti (Lasiocampidae), Hyles zygophylli (Sphingidae), Phalera bucephaloides (Notodontidae), Hoplodrina superstes, Pulía serratilinea (Noctuidae), Pyropteron doryliformis, Synanthedon cephiformis  (Sesiidae), Pachythelia villosella (Psychidae), Zygaena hilaris, Zygaena punctum, Zygaena angelicae (Zygaenidae) y otros.
El sistema de Lepidoptera de Linneo ya había empezado a ser subdivididos por Fabricius a finales del siglo XVIII y Ochsenheimer lo perfeccionó con la creación de muchos nuevos géneros. Entre ellos se encuentran nombres muy conocidos como Zerynthia, Charaxes, Endromis, Aglia, Gastropacha, Tiatira, Notodonta, Acronicta, Plusia, Heliothis, Amphipyra, Caradrina, Cosmia, Xanthia, Apamea, Gortina, Nonagria, Euclidia, Anarta, Mamestra, Pulía, Mythimna, Orthosia, Agrotis, Orgyia, Colocasia y otros.
Varios taxones han sido nombrados en honor de Ochsenheimer: género Ochsenheimeria Hübner, 1825 (Ypsolophidae) y la especie Nemophora ochsenheimerella (Hübner, 1813), Pammene ochsenheimeriana (Lienig y Zeller, 1846) y Pieris ochsenheimeri Staudinger, 1886.

## Colección
En 1824, la colección de Ochsenheimer, que comprende 3772 ejemplares, fue al Museo Nacional de Hungría. Durante una inundación en 1838 permaneció sumergida durante casi dos días. Posteriormente fue restaurada y arreglada por Emerich von Frivaldszky. Después de la muerte de en Treitschke su colección también llegó al museo de Budapest.

## Obra entomológica
- Ochsenheimer, F. (1806): Die Schmetterlinge Sachsens, mit Rücksichten auf alle bekannte europäische Arten. V. 1. Falter, oder Tagschmetterlinge. – Leipzig (Schwickert). IV (recto VI) + 493 p.
- Ochsenheimer, F. (1807): Die Schmetterlinge von Europa, v. 1. Leipzig (Fleischer). 2 + 323 p.
- Ochsenheimer, F. (1808): Die Schmetterlinge von Europa, v. 2. Leipzig (Fleischer). 30 + 241 p.
- Ochsenheimer, F. (1810): Die Schmetterlinge von Europa, v. 3. Leipzig (Fleischer).
- Ochsenheimer, F. (1816): Die Schmetterlinge von Europa, v. 4. Leipzig (Fleischer). X + 212 p.
- Ochsenheimer, F. & Treitschke, F. (1825): Die Schmetterlinge von Europa, vol. 5/1. Leipzig (Fleischer). 414 p.

## Algunas obras de teatro y otras
- Ochsenheimer, F. (1791): Das Manuskript.
- Ochsenheimer, F. (1792): Er soll sich schlagen.
- Ochsenheimer, F. (179?): Der Brautschatz.
- [Ochsenheimer, F.?] (1795): Streifereien durch einige Gegenden Deutschlands. Vom Verfasser der Szenen aves Fausts Leben. – Leipzig (Voß.). 311 pp. Esta obra fue atribuida a A. W. Schreiber.

## Abreviatura (zoología)
La abreviatura Ochsenheimer  se emplea para indicar a Ferdinand Ochsenheimer como autoridad en la descripción y taxonomía en zoología.

## Literatura
- P. Csendes u. a. (ed.) Österreichisches Biographisches Lexikon, v. 7. Verlag der österreichischen Akademie der Wissenschaften, Viena 1978, p. 203-204.

- Ludwig Eisenberg. Ochsenheimer Ferdinand, en: Ludwig Eisenberg's grosses biographisches Lexikon der deutschen Buhne im 19. Jahrhundert. Leipzig 1903, p. 735 f.

- R. Kuhn. Aus dem Leben eines berühmten Entomologen en: Entomologische Zeitschrift, 7 (1893): 97-100.

- Friedrich Treitschke. Naturgeschichte der europäischen Schmetterlinge. Schwärmer und Spinner. Hartleben, Pesth 1841.

- R. Zaunick. Ein naturforschender Schauspieler en: Dresdner Anzeiger 472: 2 ; 2 de noviembre de 1922.